# نورة عبد الله
نورة عبد الله (28 نوفمبر 1984 -)، إعلامية كويتية لقبت بسمراء الشاشة الكويتية.

## حياتها
درست الأدب الإنكليزي ثم الإعلام في جامعة الكويت  ،حاصلة على شهادة الماجستير في الفنون السمعية والبصرية والمسرحية والتي كانت بعنوان: «الرقص الدرامي لإحياء الموروث الحركي في المسرح الكويتي» وتخصصت في التعبير الحركي من كلية الفنون الجميلة من جامعة الروح القدس - الكسليك ،عام 2017 حصلت على شهادة الدكتوراه في النقد الفني التلفزيوني وذلك من خلال رسالة بحثها في نقد التقنيات الفنية في الخطاب الإعلامي في البرامج التلفزيونية الإخبارية وحصلت على تقدير امتياز مع مرتبة الشرف.

## مشوارها المهني
انطلاقتها في مجال الإعلام كانت عام 2004 مع تلفزيون الراي من خلال برنامج «رايكم شباب» الذي فسح لها المجال للانطلاق، انتقلت بعدها للإذاعة من خلال محطة «
مارينا إف إم »
عام 2006 وأثناء دراستها في لبنان عرض عليها سالم الهندي العمل كمقدمة برامج في شبكة قنوات روتانا لمدة خمس سنوات والتي شاركت من خلالها في برامج مختلفة ساهمت في انتشارها كما قدمت حفلات هلا فبراير حتى العام 2011 عادت بعدها إلى الكويت وقدمت برامجا على تلفزيون دولة الكويت
تم الاستعانة بصوتعا في الرد الآلي التلفوني لبرنامج «كنز اف ام» الدي سبق ان قدمته قبل سنوات، وايضاً تمت الاستعانة بصوتها في الرد الآلي للمشاركين بالبرنامج الخاص بالفنان طارق العلي ، ثم انتقلت عام 2017 إلى قناة العدالة  

## البرامج التي قدمتها
| اسم البرنامج     | عرض على                      |
| ---------------- | ---------------------------- |
| رايكم شباب       | تلفزيون الراي                |
| نص اليوم         | مارينا إف إم                 |
| آمر تدلل         | روتانا خليجية                |
| يا هلا           | روتانا خليجية                |
| جلسات خليجات     | روتانا خليجية                |
| أول مرة          | روتانا موسيقى                |
| ستارز آند كارز   | روتانا موسيقى                |
| آخر الأخبار      | روتانا موسيقى                |
| حفلات هلا فبراير | روتانا موسيقى،تلفزيون الكويت |
| غبقة رمضانية     | تلفزيون الكويت               |
| الحائط           | تلفزيون الكويت               |
| الكويت تفرح      | تلفزيون الكويت               |
| كنز آف آم        | تلفزيون الكويت               |
| سكوير            | أو آف آم                     |
| سراي             | قناة العدالة                 |
| عالسيف           | قناة العدالة                 |

## الجوائز
- الكويت:جائزة أفضل ممثلة في مسرحية ‘روبرتوكروزو’ 2006 [11]